# Centennial Exhibition
Die Centennial International Exhibition von 1876, die erste offizielle Weltausstellung in den USA, wurde in Philadelphia, Pennsylvania, organisiert, um das 100. Jubiläum der Unabhängigkeitserklärung der Vereinigten Staaten zu feiern. Der offizielle Titel der Veranstaltung war International Exhibition of Arts, Manufactures and Products of the Soil and Mine. Sie wurde im Fairmount Park entlang des Schuylkill River abgehalten. Das Messegelände wurde von Hermann Schwarzmann gestaltet.
Die Ausstellungsfläche betrug 115 Hektar. Insgesamt nahmen 30.864 Aussteller teil. Als Neuheiten wurden u. a. der Thonet-Stuhl, die Nähmaschine, die Schreibmaschine und das Telefon vorgestellt. Rund 10 Millionen Besucher sahen sich die Ausstellung an, was zum damaligen Zeitpunkt 20 % der Bevölkerung der Vereinigten Staaten repräsentiert hätte, wenn nicht auch viele Mehrfachbesucher darunter gewesen wären.

## Planung
Die Idee der Ausstellung wird John L. Campbell zugeschrieben, einem Professor für Mathematik, Naturphilosophie und Astronomie am Wabash College in Crawfordsville. Im Dezember 1866 machte er dem Bürgermeister von Philadelphia den ersten Vorschlag, das 100-jährige Bestehen der USA mit einer Ausstellung zu begehen. Es gab rasch Bedenken, ob die Finanzierung gewährleistet werden könnte, andere Nationen teilnehmen würden oder ob die Ausstellungsbeiträge der USA gegen die der anderen Staaten bestehen könnten. Trotz dieser Bedenken wurde der Plan vorangetrieben.
Früh unterstützte das Franklin Institute die Ausstellung und bat den Stadtrat von Philadelphia darum, den Fairmount Park verwenden zu dürfen. Im Januar 1870 entschied der City Council, die Centennial-Ausstellung in der Stadt abzuhalten. Das City Council und die Pennsylvania General Assembly (der Landtag von Pennsylvania) gründeten ein Komitee, um das Projekt auszuarbeiten und die Unterstützung des Kongresses der Vereinigten Staaten zu erhalten. Der Abgeordnete William D. Kelley sprach für Stadt und Staat, und Daniel Johnson Morrell brachte ein Gesetz ein, um eine Jubiläums-Kommission der USA einzurichten. Das Gesetz, das am 3. März 1871 verabschiedet wurde, bestimmte, dass die Regierung keine Kosten übernimmt.

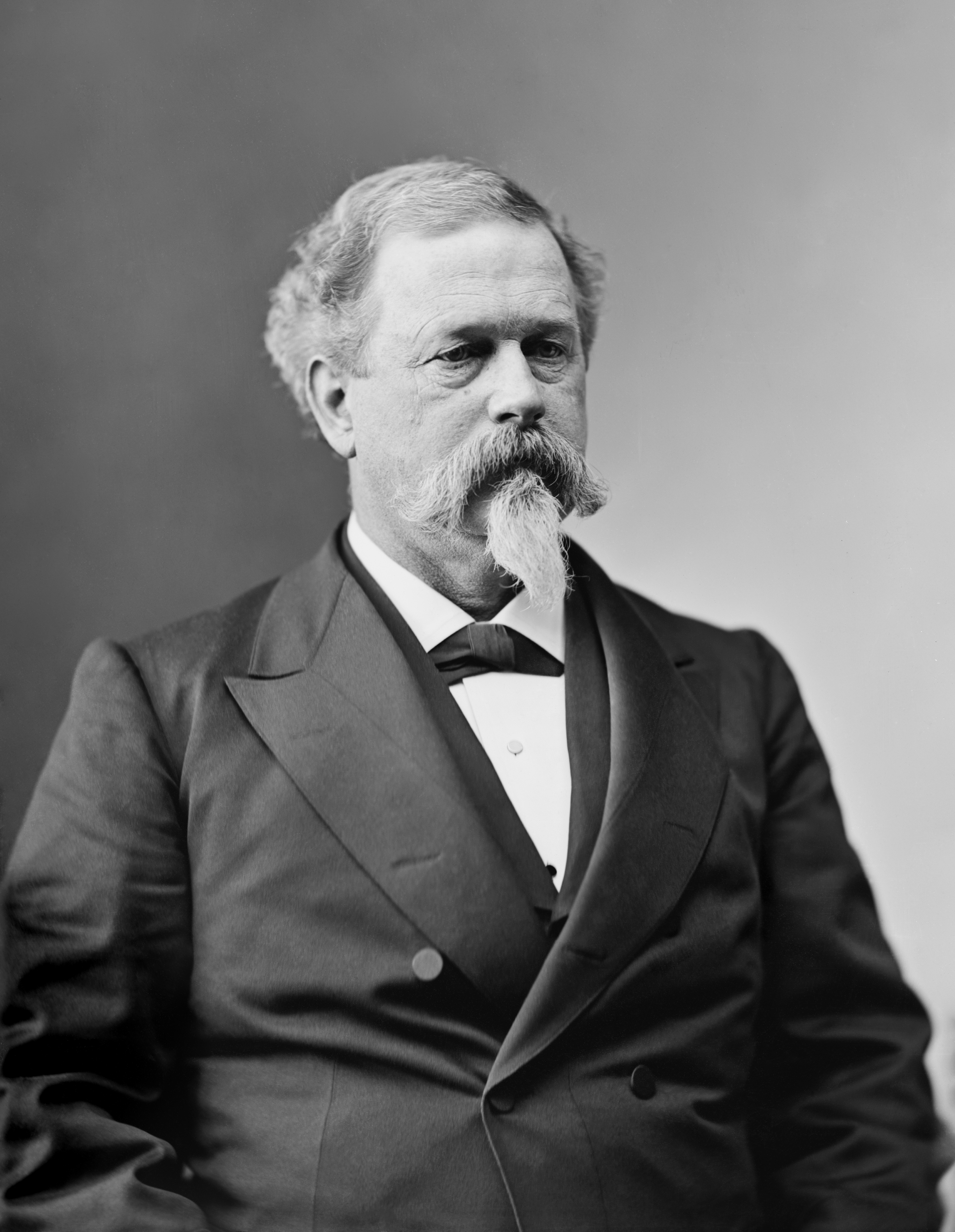
Joseph R. Hawley

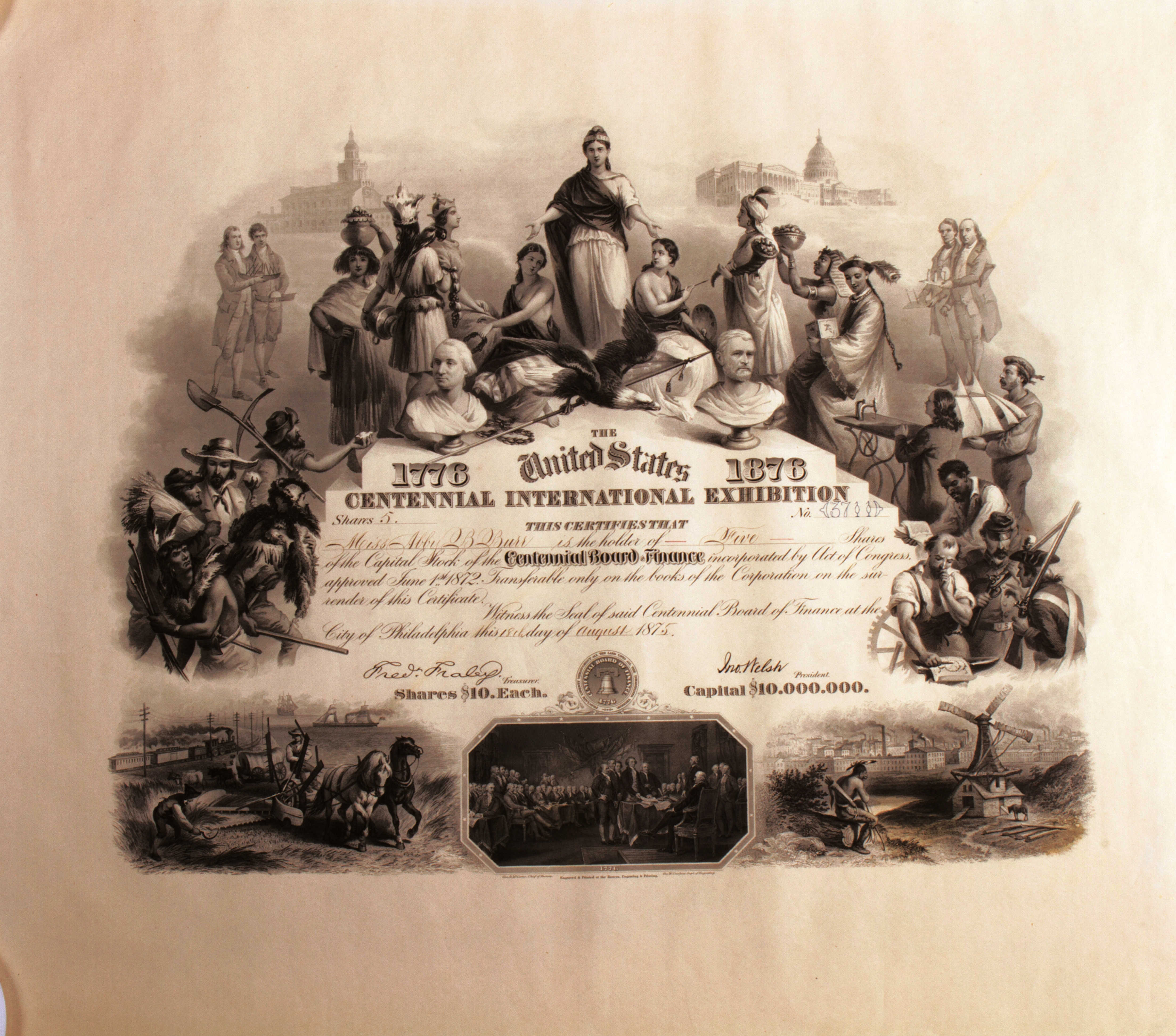
Aktie des Centennial Board of Finance vom 18. August 1875 für die Centennial International Exhibition 1876

Die Kommission begann ihre Arbeit am 3. März 1872 unter der Präsidentschaft von Joseph R. Hawley aus Connecticut. Je ein Repräsentant jedes Staates und Territoriums war Mitglied. Am 1. Juni 1872 gründete der Kongress ein Finanzgremium (Centennial Board of Finance), das die Finanzierung sichern sollte. John Welsh, der von der Great Sanitary Fair 1864 Erfahrungen im Fund Raising hatte, wurde der Präsident. Das Gremium war autorisiert, bis zu 10 Millionen Dollar durch den Verkauf von Aktien zu 10 Dollar einzunehmen. Bis zum 22. Februar 1873 wurden auf diese Weise 1.784.320 US$ eingenommen, Philadelphia steuerte 1,5 Millionen und Pennsylvania 1 Million Dollar bei. Am 11. Februar 1876 bewilligte der Kongress einen Kredit von 1,5 Millionen Dollar. Ursprünglich hielt das Gremium dies für eine Subvention, aber nach der Ausstellung klagte die Regierung auf Rückgabe des Geldes. Der Supreme Court schloss sich dieser Auffassung später an. John Welsh erlangte die Unterstützung der Frauen von Philadelphia, die ihm schon vorher bei der Great Sanitary Fair geholfen hatten. Das Women's Centennial Executive Committee wurde mit Elizabeth Duane Gillespie, einer Nachfahrin von Benjamin Franklin, als Präsidentin gegründet. In den ersten Monaten sammelte die Gruppe 40.000 Dollar. Als die Gruppe erfuhr, dass die Kommission kaum die Arbeit von Frauen in der Ausstellung berücksichtigte, sammelte sie 30.000 Dollar für ein eigenes Ausstellungsgebäude der Frauen.
1873 ernannte die Kommission Alfred T. Goshorn zum Generaldirektor der Ausstellung. Die Fairmont-Park-Kommission setzte 450 acres des West-Fairmont-Parks für die Ausstellung fest, die vom Secretary of the Navy George M. Robeson am 4. Juli 1873 gewidmet wurden. Der Zeitungsherausgeber John W. Forney stimmte zu, eine Kommission der Stadt anzuführen und zu bezahlen, die in Europa andere Nationen zur Ausstellung einlud. Trotz Befürchtungen eines europäischen Boykotts und hoher Einfuhrzölle folgten alle europäischen Länder der Einladung.
Um Besucher der Ausstellung unterzubringen, wurden in der Nähe des Messegeländes temporäre Hotels errichtet. Eine spezielle Agentur erstellte eine Liste der Hotelzimmer, Gasthäuser und privater Unterkünfte und verkaufte dann Tickets für die verfügbaren Räume in Städten, die die Ausstellung bewarben und in Zügen, die in Richtung Philadelphia fuhren. Es wurden mehr Straßenbahnen eingesetzt und die Pennsylvania Railroad setzte spezielle Züge von der Market Street, New York City, Baltimore und Pittsburgh ein. Die Philadelphia and Reading Railroad setzte ebenfalls spezielle Züge von Philadelphias Center City ein. Das medizinische Büro der Ausstellung errichtete ein kleines Hospital auf dem Messegelände, aber außer während einer Hitzewelle gab es keine vermehrten Todesfälle oder Epidemien.

## Gebäude
Mehr als 200 Gebäude wurden auf dem Messegelände errichtet, das von einem nahezu 3 Meilen langen Zaun umgeben war. Die Kommission veranstaltete einen Architekten-Wettbewerb für die Hauptgebäude. Es gab zwei Runden, die Gewinner der ersten Runde mussten Details wie Kosten und Bauzeit für das Finale am 20. September 1873 angeben. Nachdem vier Gewinner gewählt waren, zeigte sich, dass keiner die Zeit- und Kostenbeschränkungen erfüllte.

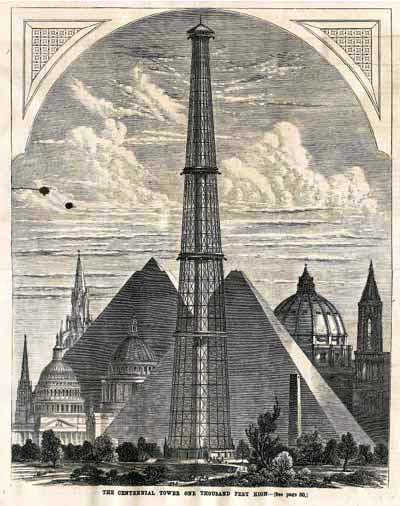
The Centennial Tower – ein 1000 Fuß hoher Turm, erdacht 1874 von den Ingenieuren Clarke und Reeves. Er wurde in der Ausgabe vom 24. Januar 1874 des Scientific American gezeigt, aber nie gebaut.

Die Kommission wandte sich an die Ingenieure Henry Pettit und Joseph M. Wilson, die die Konstruktion des Hauptgebäudes übernahmen. Das Hauptgebäude, eine temporäre Struktur, war das größte Gebäude der Welt mit einem Grundriss von 8 ha. Das Gebäude wurde in achtzehn Monaten aus vorfabrizierten Teilen erbaut. Es bestand aus Holz- und Eisenrahmen, die auf 672 steinernen Stützen ruhten. Zwischen den Rahmen wurde Glas verwendet, um Licht einzulassen. Der zentrale Gang war 36,5 m breit, 564,5 m lang und 16,7 m hoch. 25 Meter hohe Türme befanden sich an jeder Ecke des Gebäudes. Ausstellungsstücke aus den Vereinigten Staaten wurden im Zentrum des Baus platziert, die anderer Staaten darum herum in Abhängigkeit von der Entfernung der Nation zu den Vereinigten Staaten. Im Hauptgebäude befanden sich Ausstellungsstücke zu den Themen Bergbau, Metallurgie, Montage, Bildung und Wissenschaft. Westlich des Hauptgebäudes war die Maschinenhalle. Auch die Maschinenhalle wurde von Pettit und Wilson konstruiert und war ähnlich gebaut, außer dass der Rahmen nur aus Holz war. Das Gebäude, das in sechs Monaten errichtet wurde, war das zweitgrößte mit einer Länge von 407,3 m und einer Breite von 110 m. An der Südseite des Gebäudes befand sich ein 63,4 × 64,0 m großer Flügel. Das drittgrößte Gebäude war die landwirtschaftliche Halle. Konstruiert von James Windrim, war sie 250 m lang und 164,6 m breit. Sie war aus Holz und Glas und sah wie eine Anzahl Scheunen aus. Ausgestellt wurden landwirtschaftliche Produkte und Maschinen und verwandte Geschäfte.
Anders als die meisten Gebäude war die Gartenbau-Halle permanent angelegt. Sie wurde von Hermann J. Schwarzmann konstruiert. Schwarzmann, ein Ingenieur der Fairmont-Park-Kommission, hatte nie vorher ein Gebäude entworfen. Die Gartenbauhalle hatte einen Rahmen aus Eisen und Glas, ein Fundament aus Steinen und Marmor und war 116,7 m lang, 58,8 m breit und 20,7 m hoch. Sie war über die 155 m lange Centennial Monorail mit dem Fairmont Park verbunden. Das Gebäude war maurischer Architektur nachempfunden und als Tribut an den Crystal Palace der Londoner Great Exhibition konstruiert. Im Gebäude wurde Gartenbau ausgestellt; nach der Ausstellung wurden weiterhin Pflanzen gezeigt, bis es 1954 durch den Hurrikan Hazel schwer beschädigt und dann abgerissen wurde.
Die Gedenkhalle wurde ebenfalls von Hermann J. Schwarzmann konstruiert und besteht aus Stein, Glas, Eisen und Granit. Das Gebäude ist 111 m × 64 m groß und 45,7 m hoch an der höchsten Stelle, einer Kuppel aus Eisen und Glas. Die Kuppel wird gekrönt von einer 7 m hohen Statue der historischen Columbia. Die Gedenkhalle wurde im Stil der Beaux-Arts-Architektur konstruiert und beherbergte die Kunst. Die Ausstellung erhielt so viele Kunstwerke, dass ein Anbau errichtet werden musste. Ein weiteres Gebäude wurde für die Fotografie errichtet. Nach der Ausstellung wurde die Gedenkhalle 1877 als Pennsylvania Museum of the School of Industrial Art wiedereröffnet. 1928 zog die Schule um und wurde zum Philadelphia Museum of Art. Das Gebäude stellte weiterhin Kunst aus und wurde 1958 von der Fairmount-Park-Kommission übernommen.
Später wurde das Gebäude als Polizeistation benutzt. Es wurde dann renoviert, um das Please Touch Museum aufzunehmen, das 2008 öffnete.
Die britischen Gebäude waren großflächig und zeigten unter anderem das entwickelte Fahrrad mit gespannten Speichen und einem großen Vorderrad. Zwei englische Fabrikanten zeigten ihre Hochräder (ordinary bikes oder penny farthings): Bayliss-Thomas und Rudge. Diese Ausstellungen bewegten Col. Albert Augustus Pope, Hochräder zunächst zu importieren und dann auch in den USA herzustellen. Seine Pope Manufacturing Company war mit Fahrrädern der Marke Columbia Marktführer, und nach ein paar Jahren publizierte er das Law Bulletin and Good Roads. Dies war der Beginn der good roads movement der bicycling fraternity, die ab 1903 zu weiteren Aktionen der American Automobile Association (AAA) führte.
Sechsundzwanzig US-Staaten hatten ihr eigenes Gebäude, von denen das Ohio-Haus als einziges noch besteht. Abgesehen von den USA hatten elf Nationen ihr eigenes Gebäude. Die US-Bundesregierung hatte ihr eigenes kreuzförmiges Gebäude mit Ausstellungen von verschiedenen Regierungsabteilungen. Der Frauen-Pavillon war das erste Gebäude auf einer internationalen Ausstellung, das der Arbeit von Frauen gewidmet war. Die übrigen Gebäude waren Firmengebäude, Verwaltungsbauten, Restaurants und andere Gebäude für die Annehmlichkeit der Besucher.

## Ausstellung

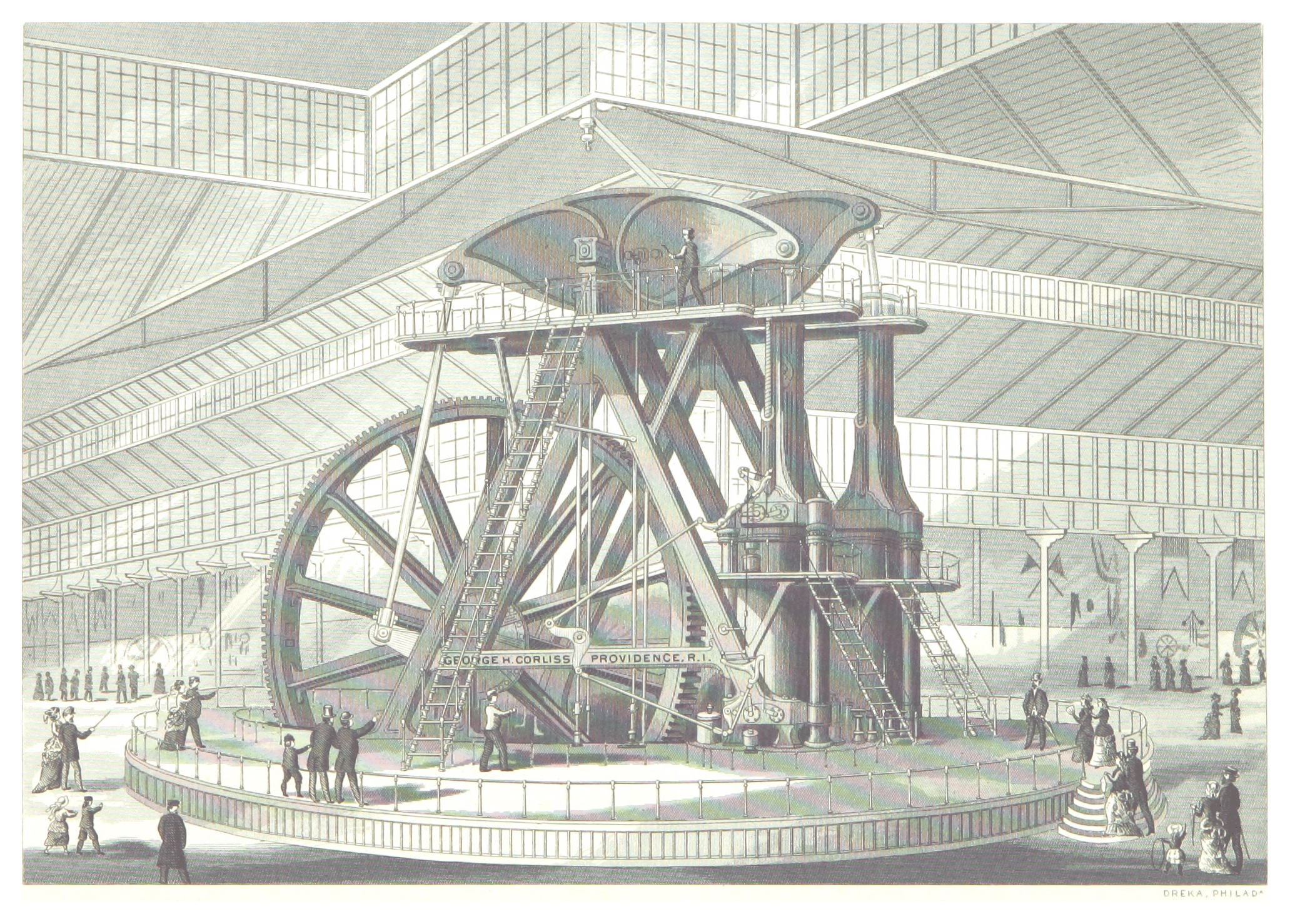
Die als GREAT CORLISS ENGINE bezeichnete Dampfmaschine im Zentrum der Ausstellungshalle

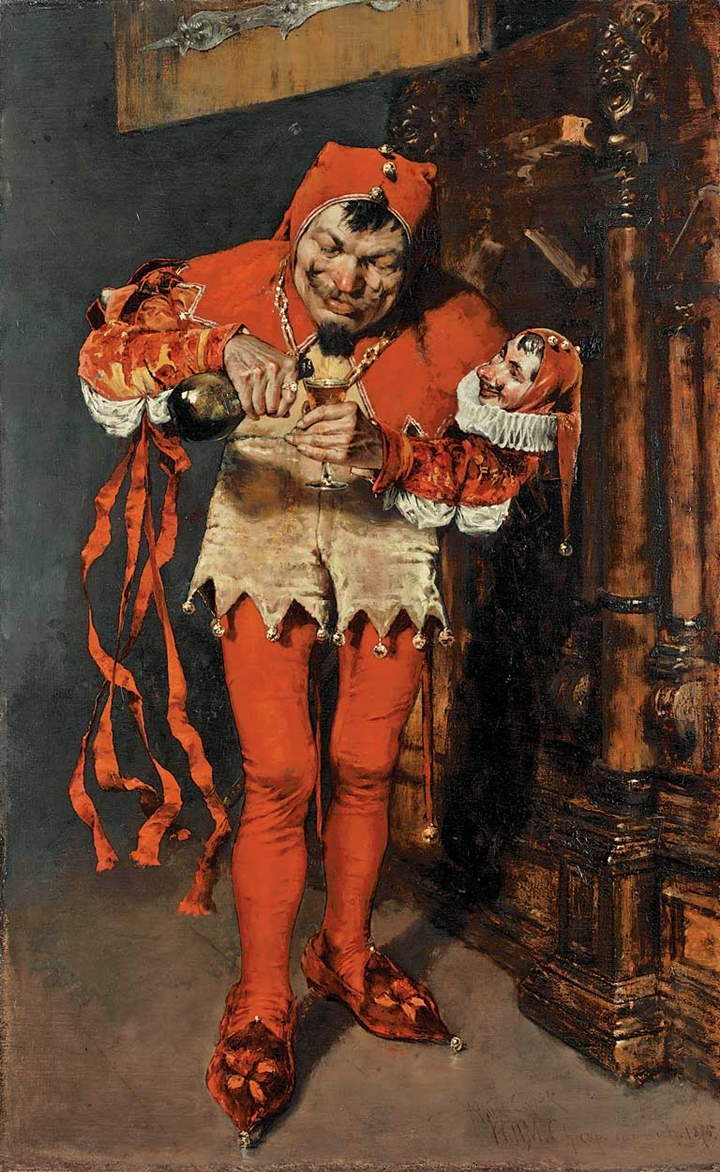
Keying Up – The Court Jester, 1875; prämiertes Gemälde von William Merritt Chase

Der formelle Name der Ausstellung war International Exhibition of Arts, Manufactures, and products of the Soil and Mine, aber das offizielle Thema war das 100. Jubiläum der USA. Außerdem sollte die Ausstellung der Welt die industrielle und innovative Kraft der USA zeigen. Ursprünglich sollte die Ausstellung im April zum Jahrestag der Schlacht von Lexington und Concord eröffnet werden, aber wegen Bauverzögerungen wurde sie erst am 10. Mai eröffnet. Glocken läuteten überall in Philadelphia. Die Eröffnungszeremonie wurde vom US-Präsidenten Ulysses Grant und seiner Frau und vom brasilianischen Kaiser Dom Pedro II. und seiner Frau besucht. Die Zeremonie endete in der Maschinenhalle, wo die beiden Staatschefs die Corliss-Dampfmaschine einschalteten, die die meisten anderen Maschinen mit Energie versorgte. Die offizielle Besucherzahl des Eröffnungstages war 186.272, davon 110.000 mit Freikarten.
In den Folgetagen ging die Besucherzahl dramatisch zurück, nur 12.720 besuchten die Ausstellung. Der Durchschnitt für Mai war 36.000 und 39.000 für Juni. Eine Hitzewelle von der Junimitte bis Juli verringerte die Besucherzahl. Die Durchschnittstemperatur war 27,2 °C; zehnmal erreichte die Temperatur 37,8 °C. Der Durchschnittsbesuch im Juli lag bei 35.000 und stieg im August auf 42.000 trotz der Rückkehr hoher Temperaturen zum Monatsende.
Abkühlende Temperaturen, Nachrichtenberichte und Mundpropaganda erhöhten die Besucherzahl in den letzten drei Monaten. Viele der Besucher kamen aus größerer Entfernung. Im September stieg der Monatsschnitt auf 94.000 Besucher, im Oktober auf 102.000. Die höchste Besucherzahl gab es am 28. September. Dieser Tag, mit einer viertel Million Besucher, war der Pennsylvania-Day, eine 100-Jahr-Feier der Verfassung von Pennsylvania. Es gab Reden, Empfänge und Feuerwerk. November, der letzte Monat, wies einen Schnitt von 115.000 Besuchern auf. Am 10. November, dem Ende der Ausstellung, hatten 10.164.489 Besucher die Ausstellung besucht.

## Ausstellungsstücke

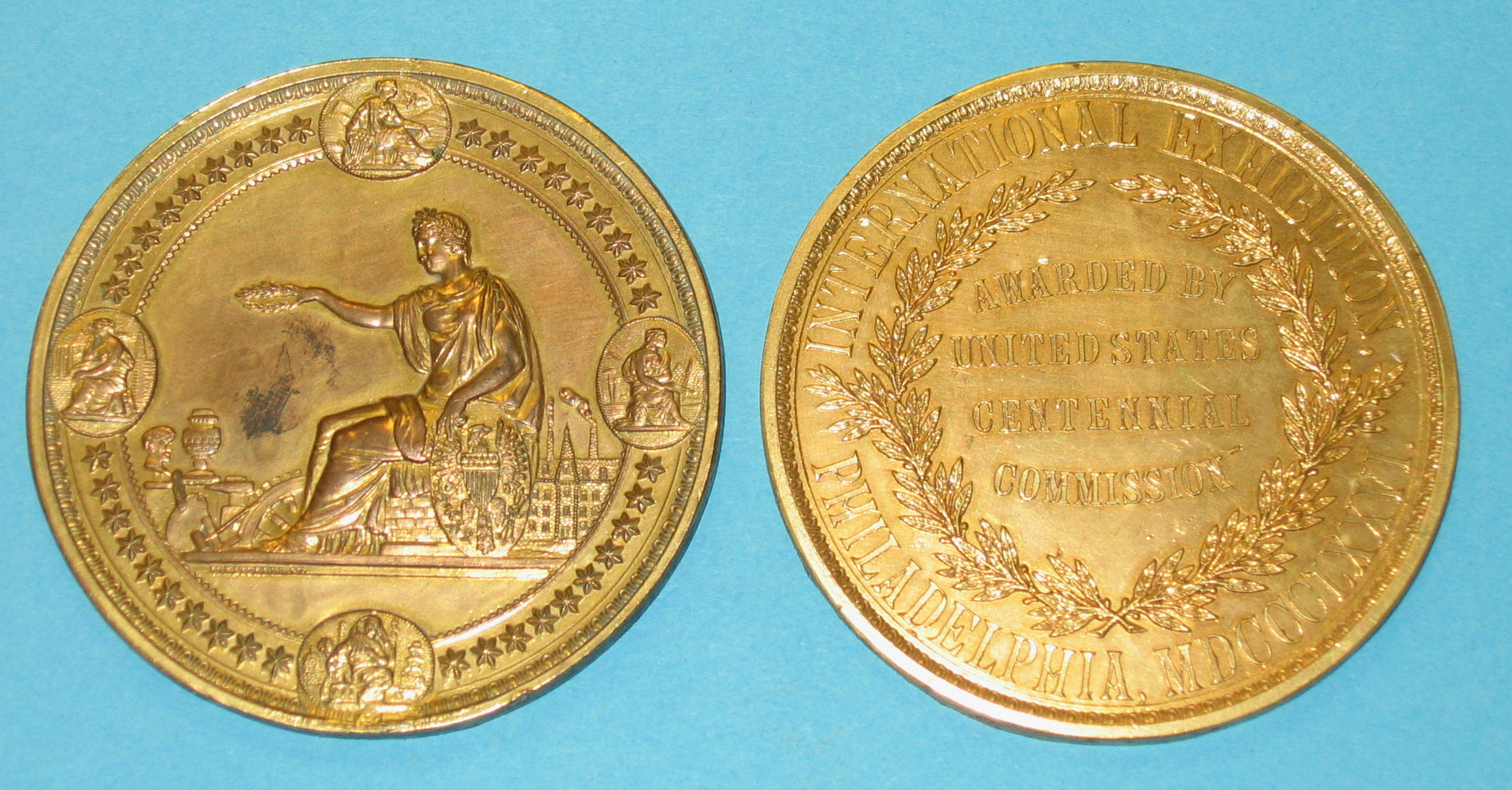
Stollwerck-Goldmedaille Philadelphia 1876

Unter den technischen Neuheiten war zum Beispiel eine Corliss-Dampfmaschine; die Waltham Watch Company zeigte die erste automatische Schraubenmaschine und gewann die Goldmedaille im ersten internationalen Uhren-Präzisions-Wettbewerb. Bis 2004 waren viele der Ausstellungsstücke im Arts and Industries Building der Smithsonian Institution in Washington, DC aufbewahrt. Die türkische Delegation zeigte zum ersten Mal in den USA Marihuana, was das meistbesuchte Ausstellungsstück der Messe wurde.
Der Gasmotor von George Brayton inspirierte George Baldwin Selden zum Bau eines Motorfahrzeugs 1877; dieses wiederum war ein Beweisstück im historischen Selden-Patentstreit.
Unter den zum ersten Mal gezeigten Produkten für den Verbraucher waren:
- Alexander Graham Bells Telefon
- Die Remington Typographic Machine (Schreibmaschine)
- Heinz Ketchup (H. J. Heinz Company)
- Thonet-Stuhl
- Der Wallace-Farmer Electric Dynamo, Vorläufer des elektrischen Lichts
- Hires Root Beer

Die Rekonstruktion einer kolonialen Küche, vollgestopft mit Spinnrad und kostümierten Darstellern, führte zu einer Ära des Colonial Revival in der amerikanischen Architektur und Raumausstattung. Das Swedish Cottage, ein ländliches schwedisches Schulhaus im traditionellen Stil, wurde nach der Ausstellung im Central Park in New York wiedererrichtet. Es ist heute das Swedish Cottage Marionette Theatre.
Der Kölner Schokoladen- und Süßwarenproduzent Ludwig Stollwerck stellte rund 1.000 Marzipanartikel aus, davon allein 200 Torten; er erhielt dafür eine Goldmedaille.
Das Bremer Beck’s Bier gewann die Goldmedaille für „das beste aller kontinentalen Biere“. Das Abbild der Medaille erscheint noch heute als Signet auf dem Etikett.
Ein noch lange in den Medien nachwirkender Wettbewerb fand unter den vorwiegend amerikanischen Klavierherstellern statt. Die alteingesessenen amerikanischen Klavierhersteller von Chickering & Son und Weber verloren gegen die aufkommende junge Konkurrenz deutscher Immigranten von Steinway & Sons, die mit ihren neu konstruierten Konzertflügeln mit voller Gussplatte, Stimmstock-Abdeckung und Duplex-Skala die Goldmedaille gewannen. Dieser Gewinn wiederum war – unter anderem mit Korruptions- und Manipulationsvorwürfen – in den Medien so heftig umstritten, dass er die „Klavierkriege“ auslöste, die noch Jahre in den USA nachwirkten. Die 424 Exemplare des von 1875 bis 1884 gebauten „Centennial D Concert Grand“ sind die Urversion der auch heute noch in gleicher Weise gebauten Konzertflügel; das Konzept dieses Flügeltyps wurde weltweit kopiert und ist bis heute – mit nur einer kleinen Änderung am Gehäuse – das Baumuster nahezu aller seitherigen Konzertflügel, mit wenigen Ausnahmen (Blüthner, Bösendorfer). Am Schluss war dann Steinway & Sons unangefochten das größte und erfolgreichste Klavierbauunternehmen nicht nur der USA; die amerikanische Konkurrenz war marginalisiert. Der junge, im gleichen Jahr frisch inthronisierte türkische Sultan Abdul Hamid II. wurde in der Folge einer der besten Privatkunden von Steinway; er erwarb für sich und seine Haremsdamen bis ca. 1890 mindestens sechs Instrumente, darunter mehrere Konzertflügel.
Der Staaten-Pavillon von New Jersey war eine Rekonstruktion des Ford Mansion, des Hauptquartiers von General George Washington während des Winters von 1779/1780 in Morristown. Die Rekonstruktion zeigte eine funktionale „koloniale Küche“ mit einer altmodischen Feuerstelle, die in einer polemischen Erzählung über old-fashioned domesticity erläutert wurde. Die altmodische Feuerstelle und der Blick auf das koloniale Heim wurde angegrenzt an das Thema des Fortschritts, um die Sicht vom amerikanischen Fortschritt zu bestärken, wonach dieser sich nicht aus dem Einfluss multi-ethnischer Einwanderungswellen, sondern aus kleinen kolonialen Anfängen entwickelt habe.